# Leptothorax eburneipes
Leptothorax eburneipes är en myrart som beskrevs av Wheeler 1927. Leptothorax eburneipes ingår i släktet smalmyror, och familjen myror. Inga underarter finns listade i Catalogue of Life.